# Yllenus gajdosi
Yllenus gajdosi es una especie de araña saltarina del género Yllenus, familia Salticidae. Fue descrita científicamente por Logunov & Marusik en 2000.
Habita en Mongolia.